# (433) Eros
(433) Eros es un asteroide que forma parte de los asteroides Amor y fue descubierto por Carl Gustav Witt (1866-1946) en 1898. Tiene un perihelio de 1,1 UA, distancia que lo aproxima periódicamente a la Tierra, y es, por tanto, un asteroide próximo a la Tierra (NEA). Desde el punto de vista químico, está clasificado como un asteroide de tipo S, formado por asteroides compuestos de silicatos.
Tiene forma irregular, con unas dimensiones de 34,4×11,2×11,2 km, y un estrechamiento central que, si se ve desde los polos, le confiere la forma de un plátano o un cacahuete. Su masa es de 6,687×1015 kg, la diezmillonésima parte de la masa lunar. La superficie, de color marrón dorado, aparece en las fotografías llena de cráteres. Los más grandes son comparables al propio Eros, característica que comparte con otros asteroides. Las imágenes de alta resolución revelan la presencia de una capa de regolito que cubre al asteroide por todas partes y cuyo espesor se calcula que está comprendido entre 10 y 100 m.
Entre los objetos de su tamaño del sistema solar, Eros ha sido el más observado. Históricamente, sus observaciones eran relevantes para la determinación de la paralaje solar (y, por consiguiente, la unidad astronómica) y la masa del sistema Tierra-Luna. Fue el primer asteroide en torno al cual ha orbitado y sobre el que se ha posado una sonda espacial: la NEAR-Shoemaker de la NASA entró en órbita el 14 de febrero de 2000 y aterrizó el 12 de febrero de 2001, donde hizo un análisis químico de la superficie.

## Historia

### Descubrimiento y denominación

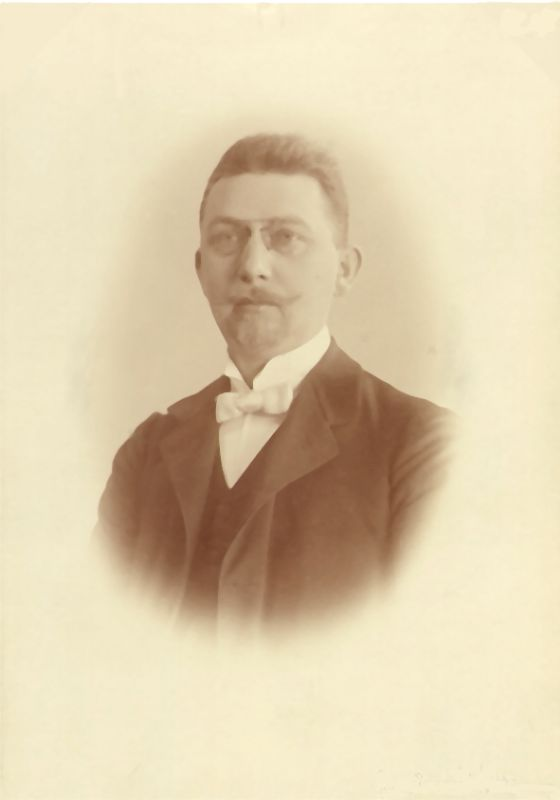
Carl Gustav Witt, descubridor de Eros.

Eros fue descubierto el 13 de agosto de 1898 por Gustav Witt desde el observatorio Urania de Berlín, Alemania, como un objeto de la undécima magnitud mientras hacía mediciones astrométricas precisas de la posición del asteroide (185) Eunike. El asteroide apareció en una placa fotográfica de dos horas de exposición centrada en la estrella Beta Aquarii. La misma noche, Auguste Honoré Charlois (1864-1910) desde el observatorio de Niza, Francia, tomó imágenes de Eros. Sin embargo, Charlois publicó los datos unos días después de Witt. En principio, se echó la culpa del retraso al propio astrónomo francés, a quien se criticaba el haber dejado de revisar las placas fotográficas en los días inmediatamente posteriores a la noche de la exposición —el 14 de agosto, que fue domingo, y el 15, que fue festivo en Francia—. No obstante, la causa del retraso fue debida a un problema técnico del telescopio que había fallado en la anulación del efecto del movimiento de la Tierra y produjo una imagen menos nítida. Esta circunstancia, descubierta en 2002, ha hecho que Charlois sea reconocido descubridor independiente del asteroide. Fue designado inicialmente como 1898 DQ y más tarde se nombró por Eros, un dios de la mitología griega. Fue el primer asteroide que recibió un nombre masculino.

## Características orbitales
Eros orbita a una distancia media del Sol de 1,458 ua, pudiendo alejarse hasta 1,783 ua y acercarse hasta 1,133 ua. Tiene una excentricidad de 0,2226 y una inclinación orbital de 10,83°. Emplea 643 días en completar una órbita alrededor del Sol. La mayor cercanía que ha alcanzado con respecto a la Tierra ha sido de 23 millones de kilómetros el 23 de enero de 1975. El 31 de enero de 2012 fue la última vez que tuvo su mayor acercamiento a la Tierra, situándose a 26,7 millones de kilómetros de distancia. Fue el primer asteroide conocido que cruza la órbita de la Tierra.

## Características físicas
Es el segundo asteroide cercano a la Tierra en tamaño después de Ganimedes. Tiene una forma extremadamente alargada, similar a un cacahuete. Mide 33 km de un extremo al otro.

## Exploración espacial
En el año 2000, Eros fue el primer asteroide en ser orbitado por una sonda espacial, la NEAR Shoemaker, que acabó aterrizando en la superficie del asteroide el 12 de febrero de 2001 (maniobra para la cual la sonda no estaba diseñada). La sonda siguió transmitiendo datos desde la superficie del asteroide hasta el 28 de febrero de 2001.

## Imágenes del asteroide

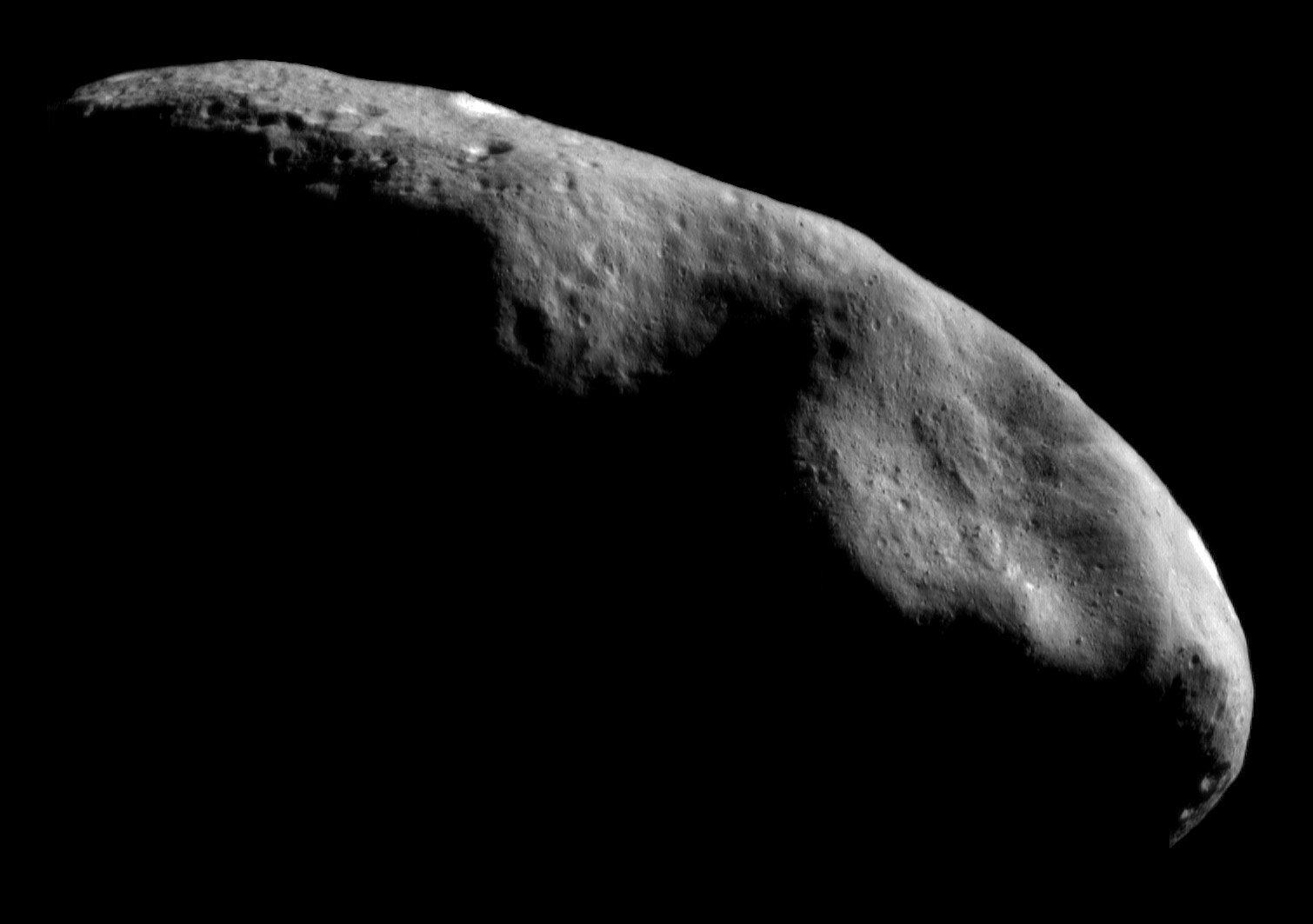
Imagen del hemisferio sur de Eros
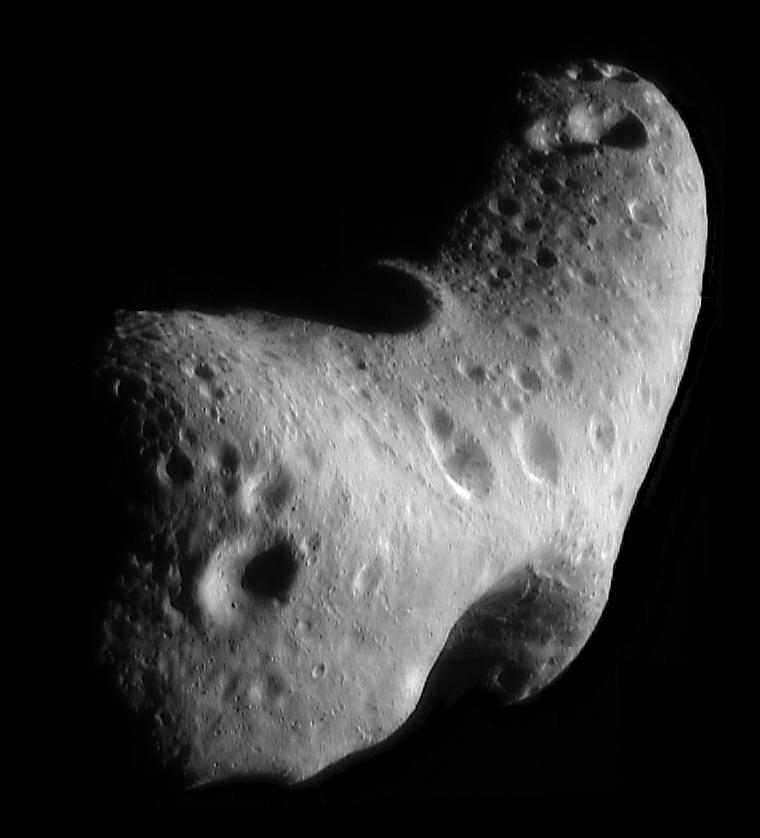
Eros visto por NEAR.
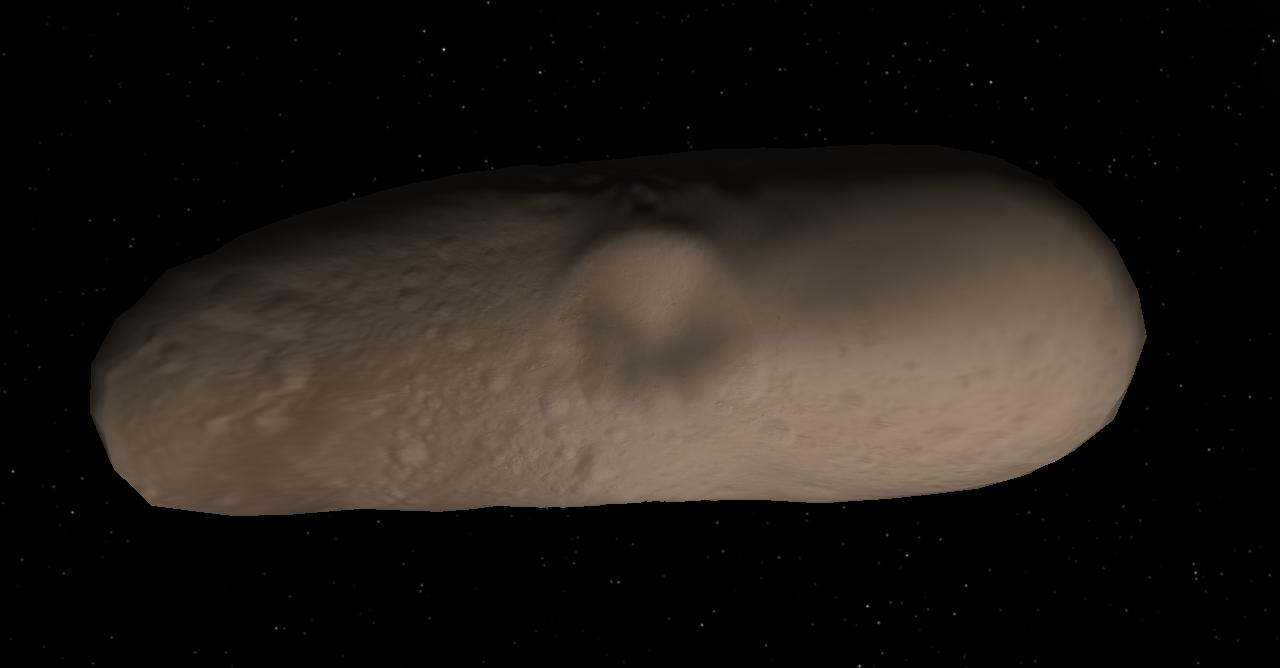
Eros visto por Celestia.